# Vladímir Varankin
Vladimir Valentinovich Varankin fue un escritor esperantista ruso, nacido el 12 de noviembre de 1902 y fallecido el 3 de octubre de 1938. Fue profesor de historia de Europa Occidental y director del Instituto Moscovita de Lenguas Extranjeras. Escribió la novela Metropoliteno.

## Familia
Varankin nació en una familia de oficiales, en Nizhni Nóvgorod. Su padre, Valentín Yegórovich Varankin, hasta que fue reclutado en la Armada Soviética, trabajó como cajero, murió en 1921. Su madre, Nina Alekséievna, murió en 1953 y fue bibliotecaria.
Además de Vladimir tenía dos hermanos: Yuri (1906-1988) y Viachesláv (1916-)

## Obra
- Teorio de Esperanto (1929) - en este libro, Varankin se ocupó de la etimología, sintaxis, etc. del esperanto.
- Metropoliteno (1933, 1977), novela original de unas páginas páginas.
- Esperanto por laboristoj, manual.